# Chiricahuaapacher

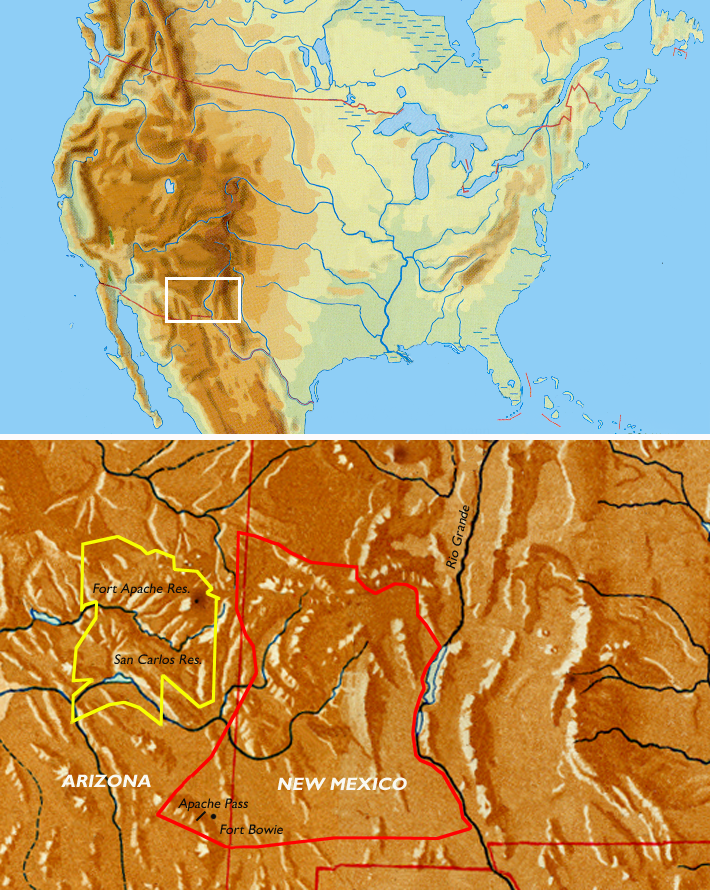
Det traditionella bosättningsområdet för chiricahuaappacherna är markerat med röda gränser, indianreservat med gula gränser.

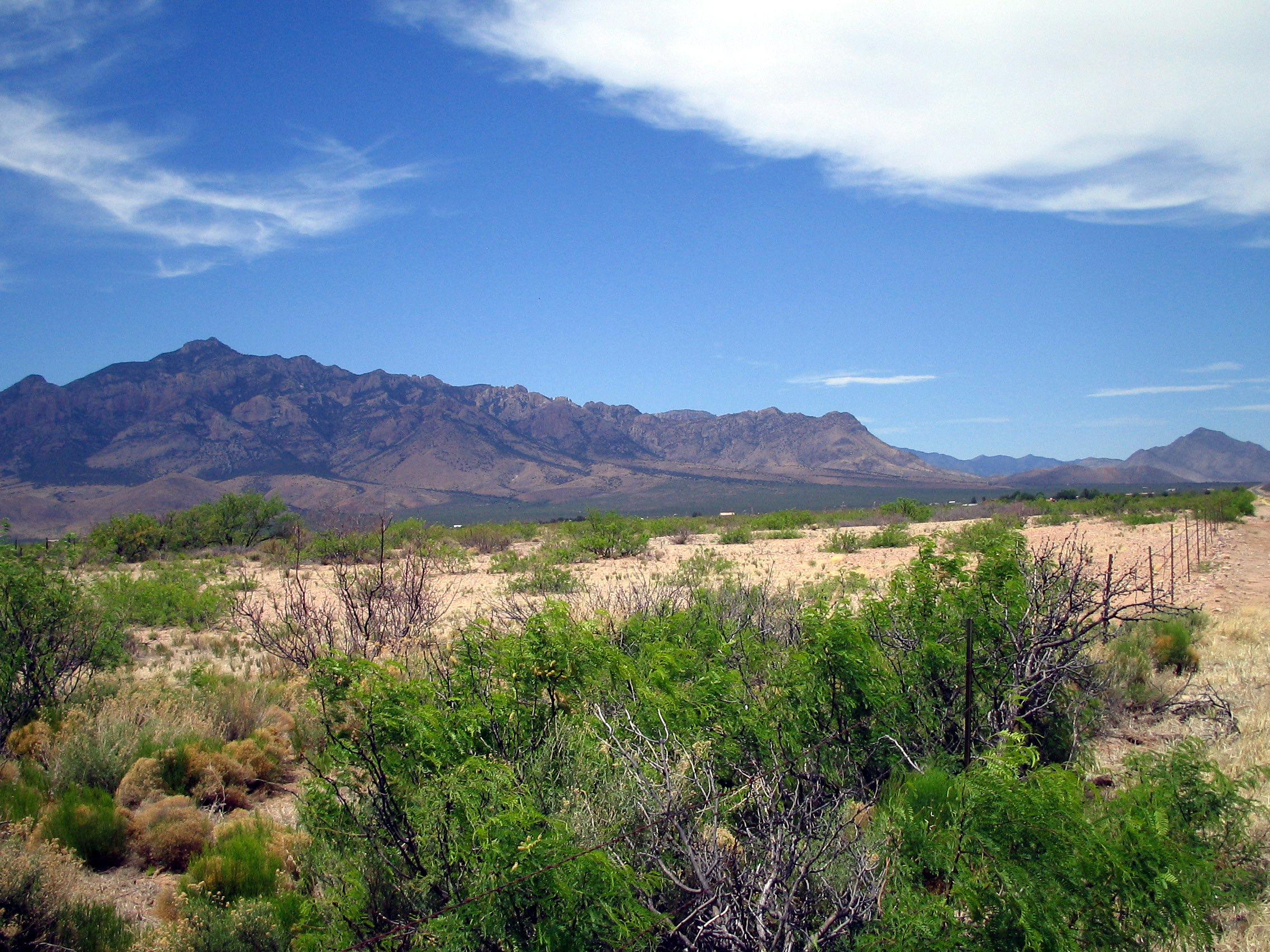
Chiricahuabergen

Chiricahuaapacher är ett nordamerikanskt indianfolk, som talar ett sydathabaskiskt språk och tillhör apacherna. Deras traditionella bosättningsområde var i sydvästra New Mexico, sydöstra Arizona, norra Sonora och Chihuahua i Mexiko. Idag tillhör en del indiannationen Fort Sill Apache Tribe, medan andra ingår i Mescalero Apache Tribe of the Mescalero Apache Reservation.

## Demografi
Före 1850 kan chiricahuas ha haft en samlad befolkning på cirka 3 000 personer. För perioden 1866-1874 beräknas att det fanns något över 2 500 chiricahuas.
Vid folkräkningen 2000 rapporterade 2 189 människor att de räknade de sig som helt eller delvis chiricahuas. Samtidigt rapporterade 311 att de räknade sig som helt eller delvis tillhörande eller härstammande från Fort Sill Apache.

## Traditionella förhållanden
Chiricahuas hade ett gemensamt språk och en gemensam kultur, men däremot saknades en övergripande social eller politisk gemenskap. Det fanns inte ens ett gemensamt apachisk namn för chiricahuas som helhet. Detta namn har tilldelats av utomstående och kommer från Chiricahuabergen i sydöstra Arizona. Första gången det användes var av den spanska kolonialadministrationen 1784.
Chiricahua bestod av tre namngivna band:
1. Det östra bandet, Čihéne, höll sig normalt väster om Rio Grande i New Mexico. Detta var chiricahuas nordligaste och östligaste band. Olika delar av detta band har kallats för: Mimbreños, Coppermine Apaches, Warm Spring Apaches och Mogollon Apaches. Till detta band hörde Geronimo och Mangas Coloradas.
2. Det centrala bandet, Čókánén, fanns väster och söder om det östra bandet med centrum i bland annat Chiricahuabergen. En liten del av deras område befann sig söder om den nuvarande riksgränsen i Mexiko. Detta band eller delar av det har också kallats Cochise Apaches eftersom Cochise var en av deras mest framstående medlemmar.
3. Det södra bandet, Ndéindaí, bodde huvudsakligen i nuvarande Mexiko. Detta band, eller delar av det, har även kallats Pinery Apaches och Bronco Apaches.

## I populärkulturen
Stig Holmås bokserie om Åskans son utspelar sig hos chiricahuas, huvudpersonen växer upp hos Cochises band.